# Hôtel de la Caisse d'épargne de Loches
L'hôtel de la Caisse d'épargne est un immeuble du XXe siècle situé à Loches, en France.

## Situation et accès
L'hôtel est construit à l'angle de la rue des Jeux et de la rue Alfred-de-Vigny, dans le centre-ville de Loches, et plus largement au sud-est du département d'Indre-et-Loire. Deux accès se trouvent respectivement au no 6 de la rue des Jeux et au no 12 de la rue Alfred-de-Vigny.

## Historique

### Fondation
L'hôtel de la Caisse d'épargne est construit entre 1907 et 1909 après un appel d'offres passé le 26 septembre 1906 ; il est inauguré le 15 août 1910 devant le général Jean Brun, ministre de la Guerre. Le bâtiment devait accueillir à la fois la Caisse d'épargne et la Poste, projet jamais concrétisé.

### Transformation en centre d'affaires
C'est en 1993 que la Caisse d'épargne quitte ces locaux, qui deviennent ensuite le centre d'affaires Alfred-de-Vigny, accueillant divers services du Conseil départemental.
Les façades sur rue et sur cour de l'hôtel ainsi que les toitures et les escaliers sont inscrits au titre des monuments historiques par arrêté du 26 septembre 2000.

### Réhabilitation en logements
En septembre 2020, ADMR quitte le bâtiment, ce qui le laisse inutilisé. L’entreprise Histoire et patrimoine — spécialiste en réhabilitation de monuments historiques — fait par la suite l’acquisition du bâtiment pour 265 000 euros. Dans une volonté partagée par la Ville et la communauté de communes, l’entreprise envisage la création de 14 logements (allant du T1 au T3) répartis sur les 750 m2 en 3 niveaux. Il est prévu de réutiliser les pièces existantes et de conserver les revêtements et mobilier historiques. Des places de stationnement sont également en projet dans la cour intérieure. Le permis de construire est déposé vers le début d’année 2023 ; le début des travaux sont souhaités dans le 1er semestre 2024 avec une livraison au 1er semestre 2026.

## Architecture et décoration
L'hôtel est composé de deux ailes de style néo-Renaissance se développant le long de deux rues à angle droit et qui sont reliées par une façade en pan coupé au niveau du carrefour. Chaque aile dispose de sa propre entrée. Au-dessus de chacune d'elles, figurent des allégories pouvant représenter l'épargne et l'économie, ainsi que des maximes gravées sur des plaques de marbre.